# Trafikförsäkringsavgift
En trafikförsäkringsavgift betalas av ägaren till ett motorfordon när ägaren inte har en trafikförsäkring. Trafikförsäkringsavgiften bestäms utifrån den högsta trafikförsäkringspremie som något försäkringsbolag tillämpar. Administrering sker via Trafikförsäkringsföreningen.